# Metropolitano de Novosibirsk
O Metrô de Novosibirsk é um sistema de metropolitano que serve a cidade russa de Novosibirsk.

## Linhas
| N° | Nome                               | Início de funções                | Última estação inaugurada      | Comprimento | Contagem de estações |
| -- | ---------------------------------- | -------------------------------- | ------------------------------ | ----------- | -------------------- |
| 1  | Leninskaia em russo: Ле́нинская     | 7 de janeiro de 1986 (39 anos)   | 2 de abril de 1992 (33 anos)   | 10,5 km     | 8                    |
| 2  | Dzerjinskaia em russo: Дзержи́нская | 31 de dezembro de 1987 (37 anos) | 7 de outubro de 2010 (14 anos) | 5,86 km     | 5                    |
|    | Total:                             |                                  |                                | 16,36 km    | 13                   |